# فرانك كرولي (منافس ألعاب قوى)
فرانك كرولي (بالإنجليزية: Frank Crowley)‏ هو منافس ألعاب قوى أمريكي، ولد في 21 مايو 1909، وتوفي في 13 أبريل 1980.

## وصلات خارجية
- فرانك كرولي على موقع أوليمبيديا (الإنجليزية)